# GOLDEN☆BEST 森田公一 ヒット&シングルコレクション
『GOLDEN☆BEST 森田公一 ヒット&シングルコレクション』（ゴールデン☆ベスト もりたこういち ヒット・アンド・シングルコレクション）は、森田公一のベスト・アルバム。2010年1月20日に発売。発売元はソニー・ミュージックダイレクト。規格品番はMHCL-1694/5。

## 解説
各レコード会社から発売されているゴールデン☆ベストシリーズの1枚で、森田公一が個人や音楽ユニット、グループで発表した楽曲と、作曲家として他の歌手に提供した楽曲を収めた企画ベスト・アルバムである。CD-DA2枚組で、提供曲サイド、森田公一歌唱曲サイドに分かれている。
ディスク1は、主に森田公一が提供してシングルレコードA面として発売された楽曲から選曲された。1970年代に活躍した女性アイドル歌手の楽曲が多く収録されている点が特徴のひとつである。新三人娘（1971年に歌手デビューした同期生）からは南沙織を除いた天地真理と小柳ルミ子が、花の中三トリオ（同じオーディション番組から歌手デビューした同窓生）からは山口百恵を除いた森昌子と桜田淳子が収録されている。ほか岡田奈々や、当時渡辺プロダクション所属だったアグネス・チャンやキャンディーズなど。小林旭と森山良子の楽曲は、後年歌いなおされたカバー音源。
ディスク2は、「森田公一とトップギャラン」を中心に、森田公一が自ら歌った楽曲を収録。セルフカバーも含まれている。
歌詞ブックレットにはシングル盤の規格品番や発売日情報のほか、巻頭に音楽ライターによる解説が4ページに渡って掲載されている。

## 収録曲

### Disc 1 ヒット・コレクション
- 全作曲:森田公一

1. 時代おくれ（4:46）
  - 作詞:阿久悠 編曲:チト河内・福井峻 歌唱:河島英五
2. 春ラ!ラ!ラ!（3:49）
  - 作詞:伊藤アキラ 編曲:竜崎孝路 歌唱:石野真子
3. 夢ん中（3:23）
  - 作詞:阿久悠 編曲:丸山雅仁 歌唱:小林旭
4. ワインカラーのときめき（2:40）
  - 作詞:阿久悠 編曲:船山基紀 歌唱:新井満
5. さすらいの道（4:20）
  - 作詞:伊藤アキラ 編曲:丸山雅仁 歌唱:小林旭
6. 前略おふくろ（3:23）
  - 作詞:藤公之介 編曲: 井上堯之 歌唱:萩原健一
7. 青春の坂道（3:42）
  - 作詞: 中司愛子 補作詞:松本隆 編曲:瀬尾一三 歌唱:岡田奈々
8. ハートのエースが出てこない（3:06）
  - 作詞:竜真知子 編曲:竜崎孝路 歌唱:キャンディーズ
9. 十七の夏（3:38）
  - 作詞:阿久悠 編曲:竜崎孝路 歌唱:桜田淳子
10. はじめての出来事（3:18）
  - 作詞:阿久悠 編曲:竜崎孝路 歌唱:桜田淳子
11. 想い出のセレナーデ（3:37）
  - 作詞:山上路夫 編曲:竜崎孝路 歌唱:天地真理
12. 記念樹（3:11）
  - 作詞:阿久悠 編曲:馬飼野俊一 歌唱:森昌子
13. 小さな恋の物語（3:05）
  - 作詞:山上路夫 編曲:馬飼野俊一 歌唱:アグネス・チャン
  - オリコンチャート1位
14. あなたに夢中（3:10）
  - 作詞:山上路夫 編曲:竜崎孝路 歌唱:キャンディーズ
15. 恋する夏の日（2:59）
  - 作詞:山上路夫 編曲:馬飼野俊一 歌唱:天地真理
  - オリコンチャート1位
16. 春のおとずれ（3:04）
  - 作詞:山上路夫 編曲: 森岡賢一郎 歌唱: 小柳ルミ子
17. ひなげしの花（2:30）
  - 作詞:山上路夫 編曲:馬飼野俊一 歌唱:アグネス・チャン
18. 虹をわたって（3:08）
  - 作詞:山上路夫 編曲:馬飼野俊一 歌唱:天地真理
  - オリコンチャート1位
19. ひとりじゃないの（3:35）
  - 作詞:小谷夏 編曲:馬飼野俊一 歌唱:天地真理
  - オリコンチャート1位
20. あの鐘を鳴らすのはあなた（3:33）
  - 作詞:阿久悠 編曲:森田公一 歌唱:和田アキ子
21. 愛する人に歌わせないで（5:42）
  - 作詞:森田公一 編曲:今泉敏郎 歌唱:森山良子
22. さわやか律子さんの歌（0:26）
  - 作詞:滝島秀男 コマーシャルソング

### Disc 2 シングル・コレクション
- 全作曲・編曲（特記以外）:森田公一
- 歌唱（特記以外）森田公一とトップギャラン

1. 恋のグァム島（3:23）
  - 作詞:ヒロコ・ムトー 歌唱:トップギャラン
2. 時は変る（キープ・クリーン）（3:36）
  - 作詞:安井かずみ 歌唱:トップギャラン
3. アフリカの雪（3:35）
  - 作詞:阿久悠
4. 長距離バス（3:03）
  - 作詞:阿久悠
5. 下宿屋（2:54）
  - 作詞:阿久悠
6. 人間はひとりの方がいい（3:26）
  - 作詞:阿久悠
7. 青春時代（2:53）
  - 作詞:阿久悠
  - オリコンチャート1位
8. 想い出のピアノ（2:59）
  - 作詞:阿久悠
9. 過ぎてしまえば（3:19）
  - 作詞:阿久悠
10. 惜春の唄（4:27）
  - 作詞:山上路夫
11. 白い流氷（3:07）
  - 作詞:山上路夫
12. ローテーション（3:20）
  - 作詞:藤公之介
13. 北国放浪（2:59）
  - 作詞:阿久悠
14. どうぞ勝手に（2:59）
  - 作詞:伊藤アキラ
15. 沿線名画座（3:04）
  - 作詞:阿久悠
16. 君へラブソング（3:35）
  - 作詞:伊藤アキラ
17. ある青春（5:15）
  - 作詞:山上路夫
18. 愚か者の詩（4:32）
  - 作詞:山上路夫 歌唱:森田公一
19. 浪漫を抱いて（3:54）
  - 作詞:大津あきら 歌唱:森田公一&トップギャランII
20. モリタはスゴイ!（2:39）
  - 作詞:伊藤アキラ 歌唱:森田健作・森田公一
21. 時代おくれ（5:15）
  - 作詞:阿久悠 編曲:矢野立美 歌唱:森田公一&トップギャランII
22. 青春時代（3:14）
  - 作詞:阿久悠 編曲:矢野立美 歌唱:森田公一&トップギャランII
23. 青雲のうた（0:33）
  - 作詞:伊藤アキラ 歌唱:森田公一（CM音源）